# George Rocks
Die George Rocks sind drei nahe beieinander liegende Granitinseln mit einer Gesamtfläche von sieben Hektar, vor der Nordostküste Tasmaniens. Sie sind Teil der Waterhouse-Island-Gruppe.

## Fauna
Zu den dort brütenden Meeresvögeln gehören der Zwergpinguin, die Fregattensturmschwalbe, die Silberkopfmöwe, die Schwarzgesichtscharbe und die Eilseeschwalbe. Eingeführte Säugetiere sind Kaninchen und Ratten. Es gibt auch Skinke auf den Inseln.